# Discografia de Loona
A discografia do Loona, grupo feminino sul-coreano, consiste em três reedições, oito extended plays e doze single álbuns. De outubro de 2016 a março de 2018, a gravadora do grupo, Blockberry Creative, lançou single álbuns para cada íntegrante do Loona como parte de um projeto de pré-estreia de 18 meses. Entre esses lançamentos, EPs realizados pelas subunidades Loona 1/3, Loona Odd Eye Circle e Loona yyxy foram lançados seguindo os respectivos single álbuns das integrantes das subunidades. O projeto de pré-estreia culminou no lançamento de "Favorite" em 7 de agosto de 2018, marcando o primeiro lançamento de 12 integrantes do grupo. O single apareceu mais tarde no [+ +], lançado em 20 de agosto com o single "Hi High". O EP alcançou a posição número dois na Gaon Album Chart da Coreia do Sul e mais tarde foi relançado como [X X] em 19 de fevereiro de 2019, com o single "Butterfly". A reedição alcançou a quarta posição na Gaon Album Chart, enquanto o single marcou a primeira aparição de Loona em uma das tabelas de singles da Gaon, alcançando a posição 90 na Download Chart.  O segundo extended play do grupo, [#], chegou em 5 de fevereiro de 2020, com o single principal "So What".  Enquanto o EP alcançou o número dois na Gaon Album Chart e se tornou seu melhor esforço de vendas até o momento, "So What" passou a ser a canção de maior sucesso de Loona em uma das paradas de singles da Gaon, alcançando a posição 68 na Download Chart. O grupo vendeu aproximadamente 900 mil álbuns na Coreia do Sul cumulativamente até o ano de 2022.

## Álbuns

### Reedições
| Título                                                                                   | Detalhes | Melhor posição nas tabelas | Melhor posição nas tabelas | Melhor posição nas tabelas | Melhor posição nas tabelas | Melhor posição nas tabelas | Melhor posição nas tabelas | Vendas               |
| Título                                                                                   | Detalhes | COR                        | FRA                        | UK Down.                   | EUA Heat.                  | EUA Ind.                   | EUA World                  | Vendas               |
| ---------------------------------------------------------------------------------------- | --- | -------------------------- | -------------------------- | -------------------------- | -------------------------- | -------------------------- | -------------------------- | -------------------- |
| Love & Evil (Loona 1/3)                                                                  | - Lançamento: 27 de abril de 2017 - Gravadora: Blockberry Creative - Formatos: CD, download digital, streaming     | 24                         | —                          | —                          | —                          | —                          | 12                         | - : 7,320            |
| Max & Match (Loona Odd Eye Circle)                                                       | - Lançamento: 31 de outubro de 2017 - Gravadora: Blockberry Creative - Formatos: CD, download digital, streaming   | 7                          | —                          | —                          | —                          | —                          | 11                         | - : 14,141           |
| [× ×]                                                                                    | - Lançamento: 19 de fevereiro de 2019 - Gravadora: Blockberry Creative - Formatos: CD, download digital, streaming | 3                          | 55                         | 48                         | 8                          | 22                         | 4                          | - : 45,782 - : 2,000 |
| "—" indica lançamentos que não figuraram nas paradas ou não foram lançados nessa região. | |                            |                            |                            |                            |                            |                            |                      |

### Singleálbuns
| Título     | Detalhes do álbum                                                                                                  | Melhores posições nas tabelas | Vendas     |
| Título     | Detalhes do álbum                                                                                                  | COR                           | Vendas     |
| ---------- | --- | ----------------------------- | ---------- |
| HeeJin     | - Lançamento: 7 de outubro de 2016 - Gravadora: Blockberry Creative - Formatos: CD, download digital e streaming   | 18                            | - : 9,945  |
| HyunJin    | - Lançamento: 18 de novembro de 2016 - Gravadora: Blockberry Creative - Formatos: CD, download digital e streaming | 12                            | - : 11,626 |
| HaSeul     | - Lançamento: 15 de dezembro de 2016 - Gravadora: Blockberry Creative - Formatos: CD, download digital e streaming | 6                             | - : 13,526 |
| YeoJin     | - Lançamento: 18 de janeiro de 2017 - Gravadora: Blockberry Creative - Formatos: CD, download digital e streaming  | 11                            | - : 17,466 |
| ViVi       | - Lançamento: 17 de abril de 2017 - Gravadora: Blockberry Creative - Formatos: CD, download digital e streaming    | 14                            | - : 10,677 |
| Kim Lip    | - Lançamento: 23 de maio de 2017 - Gravadora: Blockberry Creative - Formatos: CD, download digital e streaming     | 13                            | - : 15,919 |
| JinSoul    | - Lançamento: 26 de junho de 2017 - Gravadora: Blockberry Creative - Formatos: CD, download digital e streaming    | 17                            | - : 15,878 |
| Choerry    | - Lançamento: 28 de julho de 2017 - Gravadora: Blockberry Creative - Formatos: CD, download digital e streaming    | 9                             | - : 14,419 |
| Yves       | - Lançamento: 28 de novembro de 2017 - Gravadora: Blockberry Creative - Formatos: CD, download digital e streaming | 12                            | - : 14,023 |
| Chuu       | - Lançamento: 28 de dezembro de 2017 - Gravadora: Blockberry Creative - Formatos: CD, download digital e streaming | 8                             | - : 21,788 |
| Go Won     | - Lançamento: 30 de janeiro de 2018 - Gravadora: Blockberry Creative - Formatos: CD, download digital e streaming  | 10                            | - : 17,179 |
| Olivia Hye | - Lançamento: 30 de março de 2018 - Gravadora: Blockberry Creative - Formatos: CD, download digital e streaming    | 11                            | - : 22,995 |

## Extended plays
| Título                                                                                   | Detalhes | Melhor posição nas tabelas | Melhor posição nas tabelas | Melhor posição nas tabelas | Melhor posição nas tabelas | Melhor posição nas tabelas | Melhor posição nas tabelas | Melhor posição nas tabelas | Melhor posição nas tabelas | Vendas                         |
| Título                                                                                   | Detalhes | COR                        | AUS Dig.                   | FRA Dig.                   | UK Down.                   | EUA Heat.                  | EUA Ind.                   | EUA World                  | EUA 200                    | Vendas                         |
| ---------------------------------------------------------------------------------------- | --- | -------------------------- | -------------------------- | -------------------------- | -------------------------- | -------------------------- | -------------------------- | -------------------------- | -------------------------- | ------------------------------ |
| Love & Live (Loona 1/3)                                                                  | - Lançamento: 13 de março de 2017 - Gravadora: Blockberry Creative - Formatos: CD, download digital, streaming                     | 10                         | —                          | —                          | —                          | —                          | —                          | —                          | —                          | - : 8,411                      |
| Mix & Match (Loona Odd Eye Circle)                                                       | - Lançamento: 21 de setembro de 2017 - Gravadora: Blockberry Creative - Formatos: CD, download digital, streaming                  | 16                         | —                          | —                          | —                          | —                          | —                          | 10                         | —                          | - : 10,405                     |
| Beauty & the Beat (Loona yyxy)                                                           | - Lançamento: 30 de março de 2018 - Gravadora: Blockberry Creative - Formatos: CD, download digital, streaming                     | 4                          | —                          | —                          | —                          | —                          | —                          | 6                          | —                          | - : 22,518                     |
| [+ +]                                                                                    | - Lançamento: 20 de agosto de 2018 - Gravadora: Blockberry Creative - Formatos: CD, download digital, streaming                    | 2                          | —                          | 120                        | —                          | 4                          | 20                         | 4                          | —                          | - : 71,686 - : 1,000 - : 1,679 |
| [#]                                                                                      | - Lançamento: 5 de fevereiro de 2020 - Gravadora: Blockberry Creative - Formatos: CD, download digital, streaming                  | 2                          | 20                         | —                          | 28                         | 19                         | 44                         | 4                          | —                          | - : 83,522 - : 3,000 - : 855   |
| [12:00]                                                                                  | - Lançamento: 19 de outubro de 2020 - Gravadora: Blockberry Creative - Formatos: CD, download digital, streaming                   | 4                          | —                          | —                          | 15                         | 1                          | 23                         | 4                          | 112                        | - : 116,614 - : 14,400 - : 668 |
| [&]                                                                                      | - Lançamento: 28 de junho de 2021 - Gravadora: Blockberry Creative - Formatos: CD, download digital, streaming                     |                            |                            |                            |                            |                            |                            |                            |                            | - : 135,253                    |
| Flip That                                                                                | - Lançamento: 20 de junho de 2022 - Gravadora: Blockberry Creative, Warner Music Korea - Formatos: CD, download digital, streaming |                            |                            |                            |                            |                            |                            |                            |                            | - : 156,907                    |
| "—" indica lançamentos que não figuraram nas paradas ou não foram lançados nessa região. | |                            |                            |                            |                            |                            |                            |                            |                            |                                |

## Singles
| Título                                                                                   | Ano  | Melhores posições nas tabelas | Melhores posições nas tabelas | Melhores posições nas tabelas | Vendas    | Álbum   |
| Título                                                                                   | Ano  | COR                           | COR Hot                       | EUA World                     | Vendas    | Álbum   |
| ---------------------------------------------------------------------------------------- | ---- | ----------------------------- | ----------------------------- | ----------------------------- | --------- | ------- |
| "Favorite"                                                                               | 2018 | —                             | —                             | 4                             |           | [+ +]   |
| "Hi High"                                                                                | 2018 | —                             | —                             | 11                            |           | [+ +]   |
| "Butterfly"                                                                              | 2019 | —                             | —                             | 6                             | - : 1,000 | [× ×]   |
| "365"                                                                                    | 2019 | —                             | —                             | 1                             |           | [#]     |
| "So What"                                                                                | 2020 | —                             | 89                            | 4                             |           | [#]     |
| "Why Not?"                                                                               | 2020 |                               |                               | [12:00]                       |           | [12:00] |
| "Star"                                                                                   | 2020 |                               |                               | [12:00]                       |           | [12:00] |
| "PTT (Paint The Town)"                                                                   | 2021 |                               |                               | [&]                           |           | [&]     |
| "—" indica lançamentos que não figuraram nas paradas ou não foram lançados nessa região. |      |                               |                               |                               |           |         |

### Singlespromocionais
| Título                                                                                   | Ano  | Gravado por                                                | Melhores posições nas tabelas | Melhores posições nas tabelas | Álbum                     |
| Título                                                                                   | Ano  | Gravado por                                                | COR                           | EUA World                     | Álbum                     |
| ---------------------------------------------------------------------------------------- | ---- | ---------------------------------------------------------- | ----------------------------- | ----------------------------- | ------------------------- |
| "ViViD"                                                                                  | 2016 | HeeJin                                                     | —                             | —                             | HeeJin                    |
| "Around You" (다녀가요)                                                                  | 2016 | HyunJin                                                    | —                             | —                             | HyunJin                   |
| "Let Me In" (소년, 소녀)                                                                 | 2016 | HaSeul                                                     | —                             | 14                            | HaSeul                    |
| "Kiss Later" (키스는 다음에)                                                             | 2017 | YeoJin                                                     | —                             | —                             | YeoJin                    |
| "Love&Live" (지금, 좋아해)                                                               | 2017 | Loona 1/3 (HeeJin, HyunJin, HaSeul, ViVi)                  | —                             | —                             | Love & Live               |
| "Everyday I Love You"                                                                    | 2017 | ViVi (part. HaSeul)                                        | —                             | —                             | ViVi                      |
| "Sonatine" (알 수 없는 비밀)                                                             | 2017 | Loona 1/3 (HeeJin, HyunJin, HaSeul, ViVi)                  | —                             | —                             | Love & Evil               |
| "Eclipse"                                                                                | 2017 | Kim Lip                                                    | —                             | —                             | Kim Lip                   |
| "Singing in the Rain"                                                                    | 2017 | JinSoul                                                    | —                             | —                             | JinSoul                   |
| "Love Cherry Motion"                                                                     | 2017 | Choerry                                                    | —                             | —                             | Choerry                   |
| "Girl Front"                                                                             | 2017 | Loona Odd Eye Circle (Kim Lip, JinSoul, Choerry)           | —                             | —                             | Mix & Match               |
| "Loonatic" (Versão em inglês)                                                            | 2017 | Loona Odd Eye Circle (Kim Lip, JinSoul, Choerry)           | —                             | —                             | Max & Match               |
| "Sweet Crazy Love"                                                                       | 2017 | Loona Odd Eye Circle (Kim Lip, JinSoul, Choerry)           | —                             | 15                            | Max & Match               |
| "new"                                                                                    | 2017 | Yves                                                       | —                             | —                             | Yves                      |
| "The Carol 2.0"                                                                          | 2017 | ViVi, Choerry, Yves                                        | —                             | —                             | Adicionado à nenhum álbum |
| "Heart Attack"                                                                           | 2017 | Chuu                                                       | —                             | —                             | Chuu                      |
| "One&Only"                                                                               | 2018 | Go Won                                                     | —                             | —                             | Go Won                    |
| "Egoist"                                                                                 | 2018 | Olivia Hye (part. JinSoul)                                 | —                             | 9                             | Olivia Hye                |
| "love4eva"                                                                               | 2018 | Loona yyxy (Yves, Chuu, Go Won, Olivia Hye) (part. Grimes) | —                             | —                             | Beauty & The Beat         |
| "Yum-Yum"                                                                                | 2021 | YeoJin, Kim Lip, Choerry e Go Won (part. Cocomong)         | —                             | —                             | Yum-Yum                   |
| "—" indica lançamentos que não figuraram nas paradas ou não foram lançados nessa região. |      |                                                            |                               |                               |                           |

### Outras canções cartografadas
| Título                                                                                   | Ano  | Gravado por                       | Melhores posições nas tabelas | Melhores posições nas tabelas | Álbum      |
| Título                                                                                   | Ano  | Gravado por                       | COR                           | EUA World                     | Álbum      |
| ---------------------------------------------------------------------------------------- | ---- | --------------------------------- | ----------------------------- | ----------------------------- | ---------- |
| "The Carol"                                                                              | 2016 | HeeJin, HyunJin, HaSeul           | —                             | 5                             | HaSeul     |
| "Rosy"                                                                                   | 2018 | Go Won, Olivia Hye (part. HeeJin) | —                             | 22                            | Olivia Hye |
| "—" indica lançamentos que não figuraram nas paradas ou não foram lançados nessa região. |      |                                   |                               |                               |            |

## Videos musicais
| Ano  | Título                                               | Diretor(es)             | Ref.   |
| ---- | ---------------------------------------------------- | ----------------------- | ------ |
| 2016 | "ViViD" (HeeJin)                                     | VM Project Architecture | [ 48 ] |
| 2016 | "ViViD" (Acoustic Mix) (Heejin)                      | VAM JINS (VAM)          | [ 49 ] |
| 2016 | "Around You" (HyunJin)                               | Digipedi                | [ 50 ] |
| 2016 | "I'll Be There" (HeeJin & HyunJin)                   | Digipedi                | [ 51 ] |
| 2016 | "Let Me in" (HaSeul)                                 | Digipedi                | [ 52 ] |
| 2016 | "The Carol" (HeeJin, HyunJin, HaSeul)                | Digipedi                | [ 53 ] |
| 2017 | "Kiss Later" (YeoJin)                                | Digipedi                | [ 54 ] |
| 2017 | "My Sunday" (HeeJin & HyunJin)                       | VAM JINS (VAM)          | [ 55 ] |
| 2017 | "My Melody" (HaSeul & YeoJin)                        | VAM JINS (VAM)          | [ 56 ] |
| 2017 | "Love&Live" (Loona 1/3)                              | Digipedi                | [ 57 ] |
| 2017 | "You and Me Together" (Special MV) (Loona 1/3)       | Digipedi                | [ 58 ] |
| 2017 | "Everyday I Love You" (ViVi)                         | Digipedi                | [ 59 ] |
| 2017 | "Sonatine" (Loona 1/3)                               | Digipedi                | [ 60 ] |
| 2017 | "Everyday I Need You" (ViVi)                         | VAM JINS (VAM)          | [ 61 ] |
| 2017 | "Eclipse" (Kim Lip)                                  | Digipedi                | [ 62 ] |
| 2017 | "Singing in the Rain" (JinSoul)                      | Digipedi                | [ 63 ] |
| 2017 | "Rain 51db" (Loona 1/3)                              | Digipedi                |        |
| 2017 | "Love Cherry Motion" (Choerry)                       | Digipedi                | [ 64 ] |
| 2017 | "Girl Front" (Loona Odd Eye Circle)                  | Digipedi                |        |
| 2017 | "Loonatic" (Lyric ver.) (Loona Odd Eye Circle)       | Digipedi                |        |
| 2017 | "Sweet Crazy Love" (Loona Odd Eye Circle)            | Digipedi                | [ 65 ] |
| 2017 | "new" (Yves)                                         | Digipedi                | [ 66 ] |
| 2017 | "Around You" (Special ver.) (Hyunjin)                |                         | [ 67 ] |
| 2017 | "The Carol 2.0" (Versão letra) (ViVi, Choerry, Yves) | Desconhecido            | [ 68 ] |
| 2017 | "Heart Attack" (Chuu)                                | Digipedi                | [ 69 ] |
| 2018 | "One&Only" (Go Won)                                  | Digipedi                |        |
| 2018 | "Egoist" (Olivia Hye)                                | Digipedi                | [ 70 ] |
| 2018 | "love4eva" (Loona yyxy)                              | Digipedi                | [ 71 ] |
| 2018 | "Favorite"                                           | Digipedi                | [ 72 ] |
| 2018 | "Hi High"                                            | Digipedi                | [ 73 ] |
| 2019 | "Butterfly"                                          | Digipedi                | [ 74 ] |
| 2020 | "So What"                                            | Digipedi                | [ 75 ] |
| 2020 | "Why Not?"                                           | Digipedi                | [ 76 ] |
| 2021 | "Yum-Yum" (YeoJin, Kim Lip, Choerry e Go Won)        | Desconhecido            | [ 77 ] |
| 2021 | "PTT (Paint The Town)"                               |                         |        |